# Pulau Berambang
Pulau Berambang är en ö i Brunei. Den ligger i den nordöstra delen av landet. Ön begränsas av Sungai Brunei, Sungai Limbang och havet.
Tropiskt regnskogsklimat råder i trakten.